# Едноударна съгласна
Едноу̀дарната съгласна представлява съгласен звук, чието произношение се отличава с еднократно свиване на мускулите на езика, така че той да се доближи за кратко до някой друг звукоучленителен орган в гласовия тракт.
Основната разлика между едноударните съгласни и преградните съгласни се изразява с обстоятелството, че при образуването на едноударни съгласни звукове не се натрупва въздушно налягане зад мястото на учленение, което способства за липсата на рязко въздухоизпускане. Самите едноударни съгласни звукове наподобяват свръхкратки преградни съгласни.
Едноударните съгласни се отличават от трептящите по признака, че въздухопотокът при една трептяща съгласна принуждава дейния учленителен орган (езика) да трепти. Въпреки това, трептящите могат да се произнесат и посредством едно-единствено потрепване, подобно на едноударна, но това явление е относително, докато при едноударните взаимодействието между учленителите е винаги еднократно.
Знаците за обозначение на едноударни съгласни, разпознаваеми в Международната фонетична азбука (МФА), са следните:
| МФА | Описание                                 | Пример            | Пример   | Пример     | Пример                     |
| --- | ---------------------------------------- | ----------------- | -------- | ---------- | -------------------------- |
| МФА | Описание                                 | Език              | Правопис | МФА        | Значение                   |
| ɾ   | звучна венечна едноударна                | американски англ. | latter   | [læɾɚ]     | „последноспоменатият“      |
| ɺ   | звучна венечна странична едноударна      | японски           | ラーメン | [ɺaːmeɴ]   | „Рамен“ (вид японска супа) |
| ɽ   | звучна ретрофлексна едноударна           | валпири           | dupa (?) | [ɽupa]     | „за̀вет“; „ветропреграда“   |
| ѵ   | звучна устнено-зъбна едноударна          | каранг            |          | [v̛ara]     | „животно“                  |
| ʡ̯   | звучна надгръклянникова едноударна       | дахало            |          |            |                            |
| ɢ̆̆~ʀ̆ | звучна мъжечна едноударна                | супире            | tadugugo | [taduɢ̆uɢ̆o] | „място за изкачване“       |
| ѵ̟   | звучна двубърнена едноударна             | моно              | vwa      | [ѵ̟a]       | „изпращам“                 |
| ɟ̆̆   | звучна небна едноударна                  |                   |          |            |                            |
| ɻ̯   | звучна ретрофлексна странична едноударна | пущунски          | ړوند     | [ɺ̢und]     | „сляп“                     |
| ʎ̯   | звучна небна странична едноударна        | ивайдя            |          | [miʎ̯arɡu]  | (собствено име)            |
| ʟ̆   | звучна заднонебна странична едноударна   | мелпа             |          |            |                            |

МФА препоръчва използването на диакритическия знак за краткост „бревис“ в случаите, когато трябва да се обозначи даден едноударен съгласен звук, неразполагащ със собствен символ (например [ʀ̆], [n̆] и др.).